# Ligand de Fas
Le ligand de Fas (FasL), ou ligand Fas, ou encore CD178, est une protéine transmembranaire homotrimérique de la famille du facteur de nécrose tumorale (TNF) exprimée à la surface des lymphocytes T cytotoxiques. Chez l'homme, elle est codée par le gène FASLG, situé sur le chromosome 1. Sa liaison avec le récepteur Fas (FasR) induit le processus d'apoptose. L'interaction ligand de Fas / récepteur Fas joue un rôle important dans la régulation du système immunitaire et la progression de certains cancers. C'est généralement la trimérisation du récepteur Fas dans la membrane plasmique des cellules cibles qui déclenche l'apoptose.
Le ligand de Fas soluble est produit par clivage du ligand de Fas membranaire au niveau d'un site conservé par la métalloprotéinase matricielle MMP-7.
Il existe deux récepteurs pour le ligand de Fas : le récepteur Fas (FasR), ou CD95, protéine transmembranaire qui contient trois pseudorépétitions riches en cystéine, un domaine transmembranaire et un domaine de mort intracellulaire, et assure la transduction de signal conduisant à l'apoptose ; et le leurre Dcr3 (en), protéine soluble de la famille du facteur de nécrose tumorale incapable de transduction de signal — d'où sa qualification de leurre puisqu'elle entre en compétition avec FasR — et susceptible de se lier aux protéines FasL, LIGHT (en) et VEGI (en).